# Анквич, Юзеф
граф (с 1778) Юзеф Анквич (пол. Józef Ankwicz; около 1750 или 1750 — 9 мая 1794, Варшава) — польский аристократ, видный деятель Тарговицкой конфедерации, казнённый польскими повстанцами Костюшко за свои симпатии к России.

## Биография
Выходец из шляхетского рода герба Абданк. Родился около 1750 года. Некоторое время проживал в Вена, с 1775 года на протяжении нескольких лет являлся камергером австрийского двора. В 1782 году, находясь в Польше, был избран представителем от Краковского воеводства в Коронном трибунале. В качестве депутата польского сейма прославился своими частыми и красноречивыми выступлениями. В сентября 1790 года был назначен польским послом в Копенгаген. Менее года спустя, на фоне политических неурядиц, охвативших Польшу, был отозван в Варшаву. В результате сложных придворных интриг был снова направлен послом в Данию, где пытался получить у датского двора займ на военные нужды, и снова был отозван. 
В 1793 году примкнул к Тарговицкой конфедерации. Был избран от Краковского воеводства депутатом Гродненского сейма. По поручению короля Станислава Августа Понятовского, наряду с некоторыми другими лицами, выполнял функции посредника между тарговицкими конфедератами и послом России Яковом Сиверсом. 
В мае 1794 года в ходе восстания Костюшко был схвачен повстанцами и обвинён в сношениях с Россией. После крайне скоротечного суда был повешен повстанцами в Варшаве. Перед казнью публично «раскаялся», что польские источники описывают, как «достойное поведение». Позднейшими польскими историками систематически обвинялся в получении денег от русского посла — иные поводы для пророссийской ориентации (включая прямые указания короля) в расчёт не принимались. 
Юзеф Анквич был кавалером польских королевских орденов Святого Станислава и Белого орла. В 1778 году получил от австрийского правительства графский титул.
Сын Юзефа Анквича, Андрей Алоис Анквич (1777—1838), являлся католическим епископом.